# Fungiacyathus sibogae
Fungiacyathus sibogae är en korallart som först beskrevs av Alcock 1902.  Fungiacyathus sibogae ingår i släktet Fungiacyathus och familjen Fungiacyathidae. Inga underarter finns listade i Catalogue of Life.